# Vin Mariani

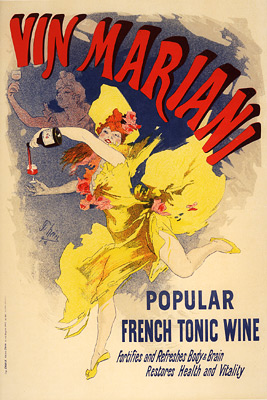
Engelstalige affiche van Jules Chéret

Vin Mariani is een in 1863 door de Corsicaan Angelo Mariani (1838-1914) als tonicum ontwikkelde drank die bestond uit een combinatie van Bordeauxwijn en een extract van (zelf gekweekte) cocabladeren. 
Dankzij de erg verkwikkende werking van de door de wijn uit de cocabladeren geëxtraheerde cocaïne kende het medicinale drankje in Europa al snel een spectaculair succes. Het betekende het begin van de populariteit van de, van origine Zuid-Amerikaanse, cocaplant in Europa. Ook in Noord- en Zuid-Amerika en in Indochina opende Mariani vestigingen van zijn bedrijf. Hij maakte reclame voor zijn product door aanbevelingen van beroemdheden te verzamelen. Prominenten als koningin Victoria, en de Amerikaanse president McKinley verleenden hun medewerking. Het hoogtepunt was echter de pauselijke goedkeuring door Leo XIII, die Mariani met een speciale gouden medaille onderscheidde.
De Amerikaan John Pemberton nam Mariani's idee over voor een drank die hij Pemberton's French wine coca noemde. Nadat in Pembertons thuisbasis Atlanta in 1886 een verbod op alcoholische dranken werd uitgevaardigd, verving hij de wijn door een extract van kolanoten en noemde hij het drankje Coca-Cola.

## Beroemde gebruikers van Vin Mariani
Arthur Conan Doyle, Alexandre Dumas, Thomas Edison, Anatole France, Henrik Ibsen, Robert Louis Stevenson, Jules Verne, koningin Victoria, Émile Zola